# Fila German Open 1985
Fila German Open 1985 — жіночий тенісний турнір, що проходив на відкритих кортах з ґрунтовим покриттям Rot-Weiss Tennis Club у Берліні (Західна Німеччина). Належав до турнірів 3-ї категорії в рамках Світової чемпіонської серії Вірджинії Слімс 1985. Відбувсь ушістнадцяте і тривав з 13 до 19 травня 1985 року. Перша сіяна Кріс Еверт-Ллойд здобула титул в одиночному розряді.

## Фінальна частина

### Одиночний розряд
Кріс Еверт-Ллойд —  Штеффі Граф 6–4, 7–5

### Парний розряд
Клаудія Коде-Кільш /  Гелена Сукова —  Штеффі Граф /  Катрін Танв'є 6–4, 6–1